# Hulshorsterzand

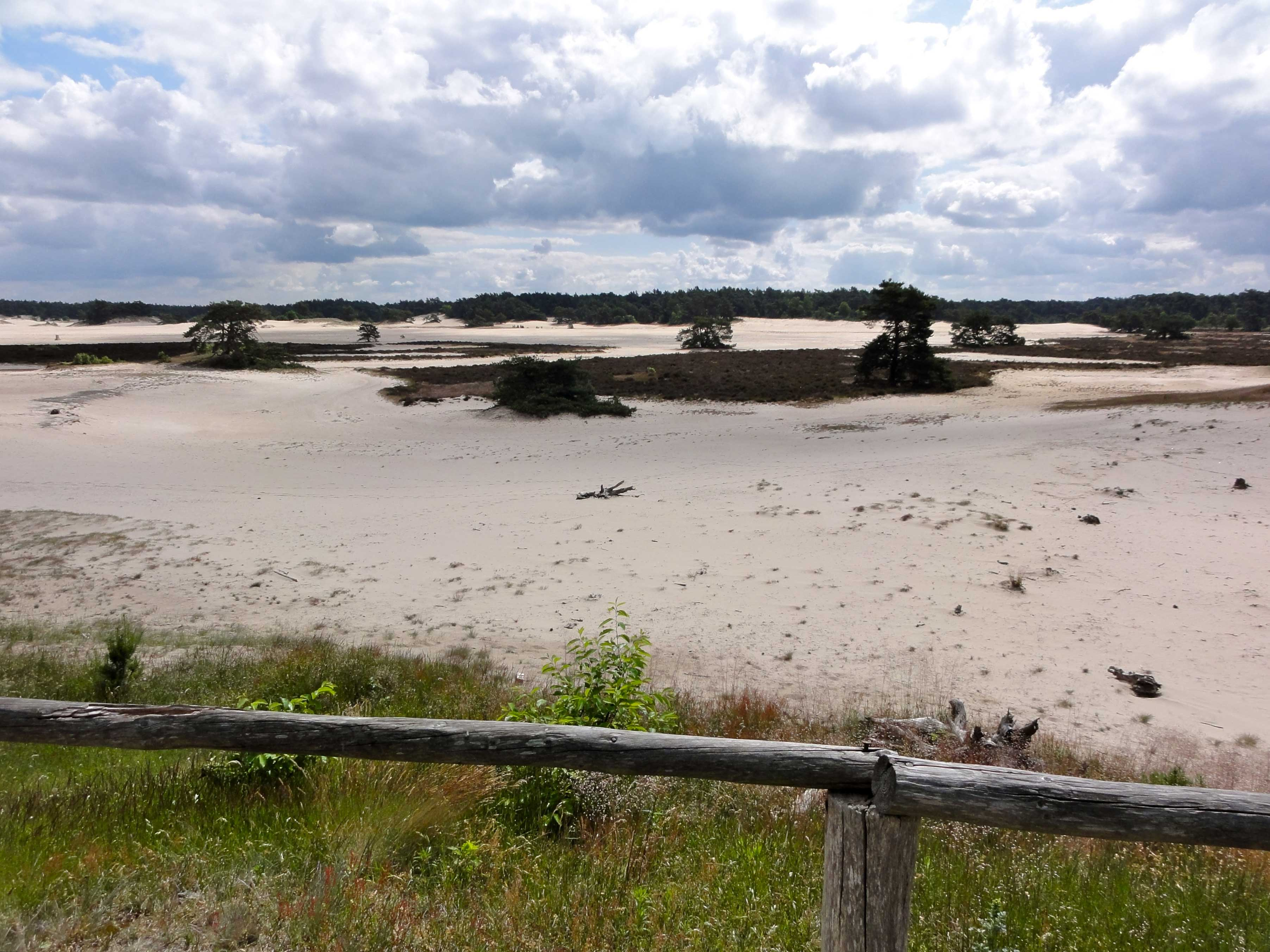
Het Hulshorsterzand anno 2012

Het Hulshorsterzand is een stuifzandgebied tussen Harderwijk en Nunspeet, ten zuiden van de A28. Het Hulshorsterzand maakt deel uit van de natuurgebieden Leuvenhorst & Leuvenumse Bossen.

## Beschrijving
Het Hulshorsterzand is een van de weinige grote aangesloten stuifzandgebieden in Nederland. Het gebied behoort tot het bezit van de Vereniging Natuurmonumenten. Omdat dichtgroei ("vergrassing") van het stuifzandgebied dreigde heeft Natuurmonumenten maatregelen getroffen om het open karakter te behouden. Zeldzame planten en dieren, zoals de levendbarende hagedis, de nachtzwaluw, de duinpieper en het rood bekermos dreigden anders te verdwijnen.

## Trivia
- Tot aan de herfst van 1988 werd er vrij gekampeerd langs de randen van het Hulshorsterzand. Het vrij kamperen had oorsprong in de jaren 30 van de twintigste eeuw en was uniek in Nederland.

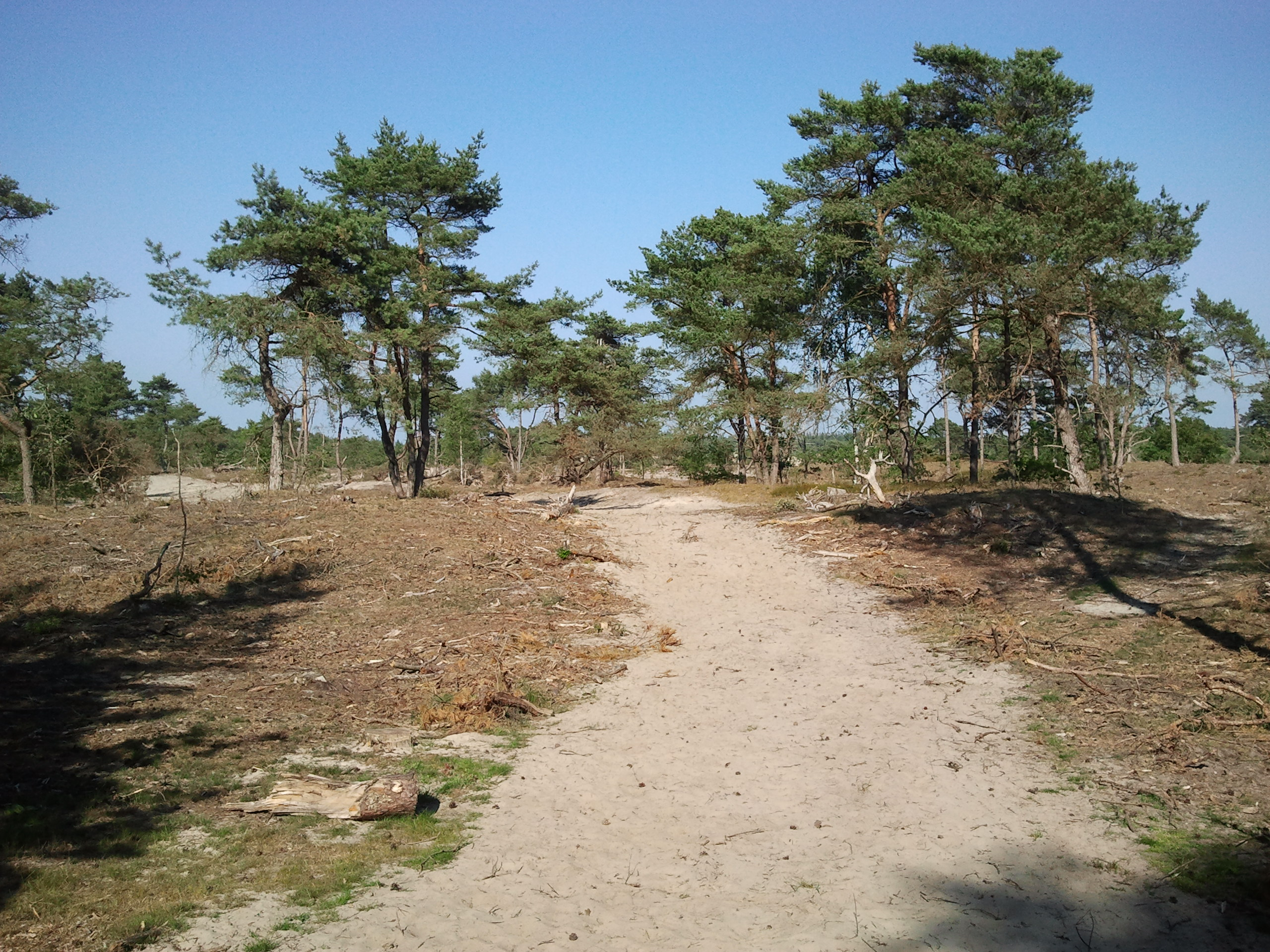
Hulshorsterzand
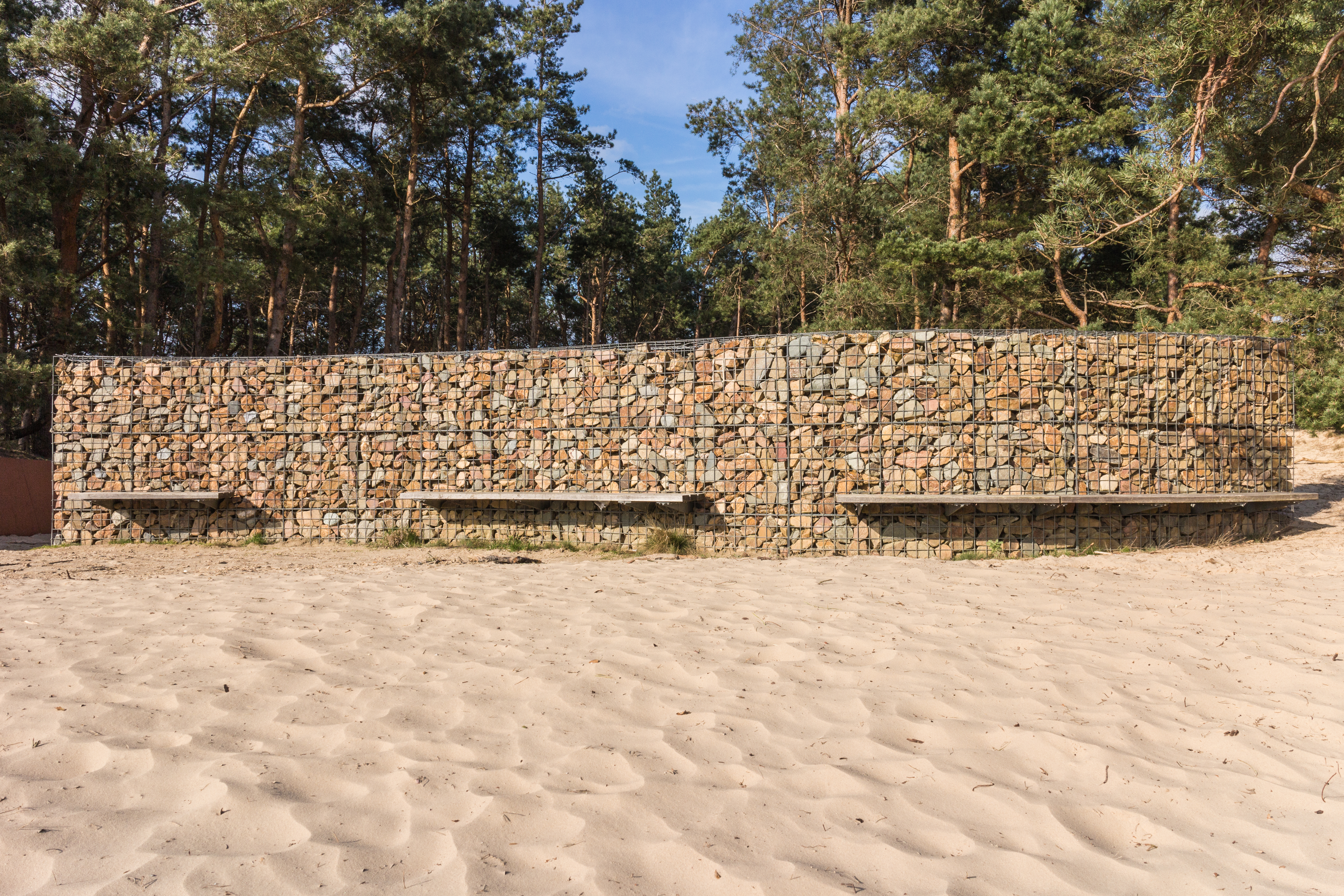
Uitzichtpunt zandverstuiving
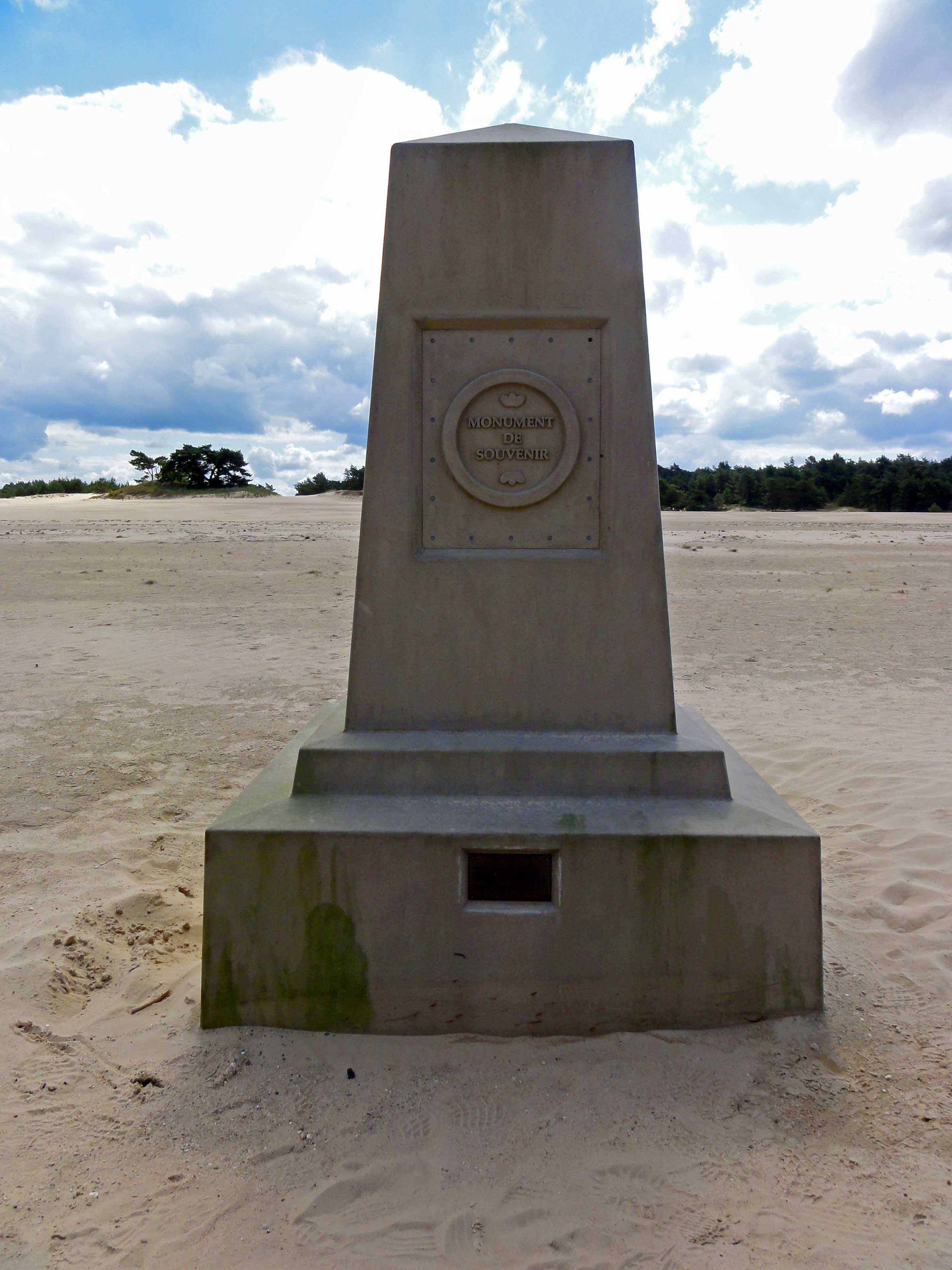
Monument de Souvenir, gemaakt door de beeldend kunstenaars Krijn Christiaansen en Cathelijne Montens op het Hulshorsterzand